# Lekmarje
Lekmarje este o localitate din comuna Šmarje pri Jelšah, Slovenia, cu o populație de 45 de locuitori.